# Diode Gunn

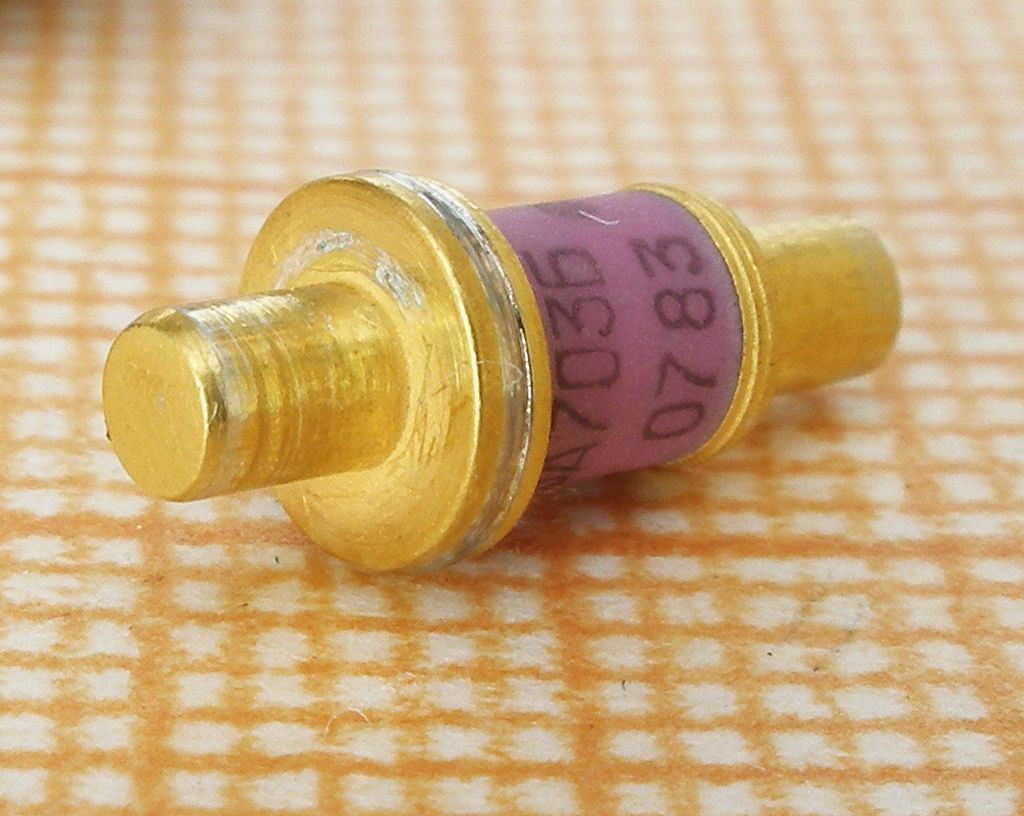
Une diode Gunn de fabrication russe.

Une diode Gunn est un type de diode utilisée en électronique supra haute fréquence et extrêmement haute fréquence.
Cette diode exploite l’effet Gunn se produisant dans des semi-conducteurs, en particulier le GaAs. Contrairement à la diode P-N constituée de deux parties semi-conductrices, l'une dopée en accepteur (dopage de type P) et l'autre en donneur d'électron (type N), la diode Gunn ne nécessite qu'un seul type de dopage de type N. Dans une diode Gunn, trois régions existent, deux d'entre elles, proches des connexions, sont fortement dopées (N++), la fine partie centrale est quant à elle faiblement dopée (N-).
Le comportement de résistance différentielle négative est la conséquence de l'apparition et l'augmentation d'une transition intervallée des électrons de conduction à mesure que la tension de la diode augmente. Cette transition est défavorable à la vitesse de dérive des électrons, ce qui provoque la chute du courant.
La transition s'estompe à plus forte tension et le comportement de résistance différentielle négative aussi.
La résistance négative associée avec les propriétés de la couche intermédiaire permet la construction d'un oscillateur simplement en appliquant un courant convenable au composant. La fréquence d'oscillation étant déterminée en partie par la couche centrale, mais pouvant être ajustée par des facteurs externes : les diodes Gunn sont utilisées dans la construction d'oscillateurs à partir de 10 GHz, une cavité résonante est souvent utilisée pour accorder l'oscillateur.
La diode à effet tunnel montre un comportement de résistance différentielle négative similaire, mais l'effet Gunn et l'effet tunnel sont différents.
La diode Gunn n'est presque plus utilisée de nos jours. L'instabilité en fréquence des cavités résonantes à diode Gunn ainsi que son bruit de phase élevé en sont les causes principales.

## Oscillateurs à diode Gunn

Courbe courant-tension (IV) d'une diode Gunn. Elle montre une résistance négative au-dessus de la tension de seuil (V_{threshold}).

La résistance différentielle négative, combinée aux propriétés de synchronisation de la couche intermédiaire, est à l'origine de la plus grande utilisation de la diode Gunn : dans les oscillateurs électroniques à des fréquences micro-ondes et supérieures. Un oscillateur à micro-ondes peut être créé simplement en appliquant une tension continue pour polariser le dispositif dans sa région de résistance négative. En effet, la résistance différentielle négative de la diode annule la résistance positive du circuit de charge, créant ainsi un circuit avec une résistance différentielle nulle, qui produira des oscillations spontanées. La fréquence d'oscillation est déterminée en partie par les propriétés de la couche intermédiaire de la diode, mais peut être réglée par des facteurs externes. Dans les oscillateurs pratiques, un résonateur électronique est généralement ajouté pour contrôler la fréquence sous la forme d'un guide d'ondes, d'une cavité micro-ondes ou d'un cristal YIG. La diode est généralement montée à l'intérieur de la cavité. La diode annule la résistance aux pertes du résonateur, produisant des oscillations à sa fréquence de résonance. La fréquence peut être réglée mécaniquement, en ajustant la taille de la cavité, ou dans le cas des billes YIG, en modifiant le champ magnétique. Les diodes Gunn sont utilisées pour construire des oscillateurs dans la gamme de fréquences de 10 GHz à plusieurs THz.
Les diodes Gunn en arséniure de gallium sont fabriquées pour des fréquences allant jusqu'à 200 GHz, celles en matériaux à base de nitrure de gallium peuvent atteindre jusqu'à 3 térahertz,.

## Histoire

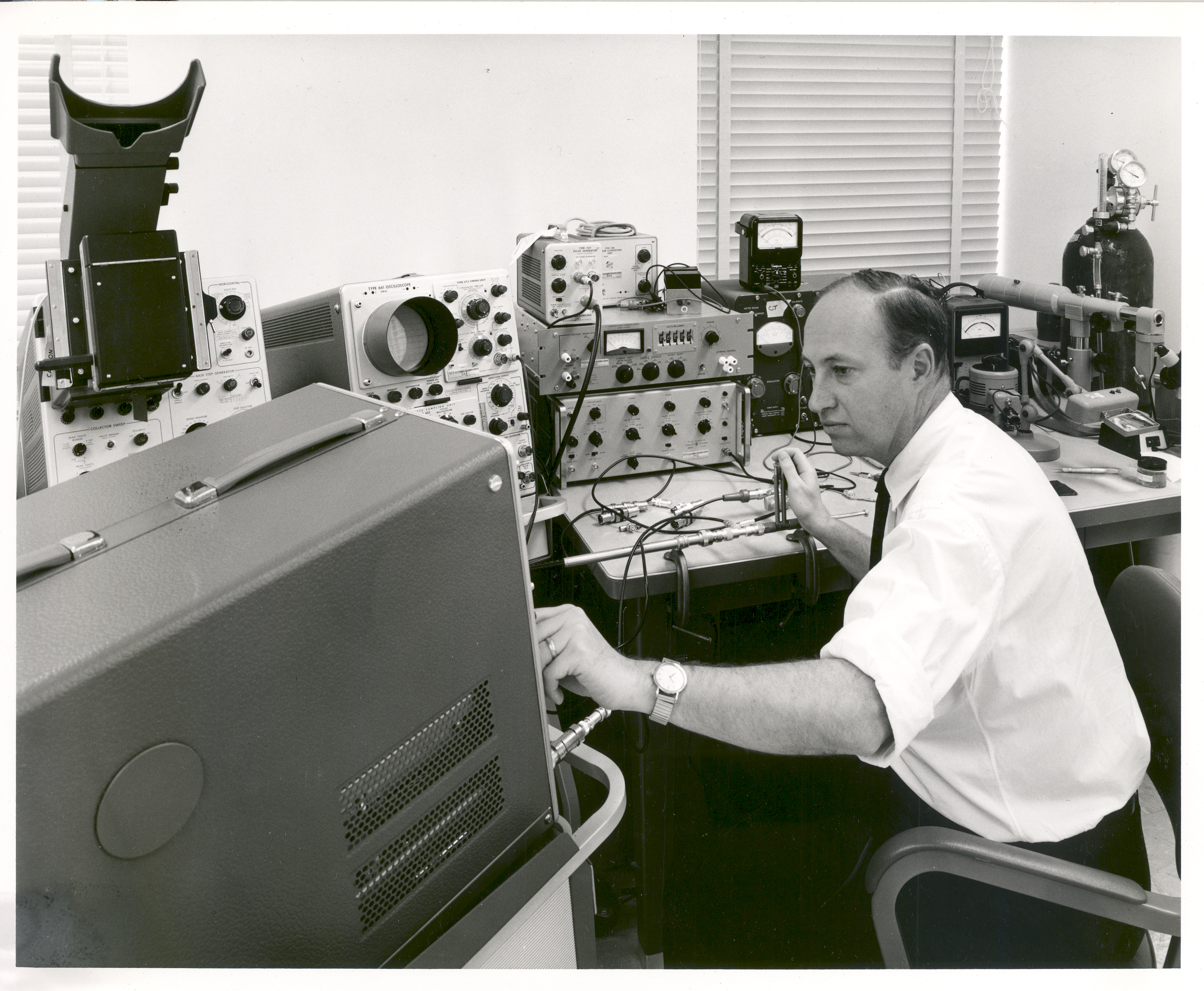
W. Deter Straub, scientifique du CER à la NASA, réalisant une expérience sur l'effet Gunn.

La diode Gunn est basée sur l'effet Gunn, et toutes deux portent le nom du physicien John Battiscombe Gunn. Chez IBM en 1962, il a découvert l'effet Gunn parce qu'il refusait d'accepter des résultats expérimentaux incohérents sur l'arséniure de gallium comme du « bruit », et en a déterminé la cause. Alan Chynoweth des Bell Telephone Laboratories a montré en juin 1965 que seul un mécanisme d'électrons transférés pouvait expliquer les résultats expérimentaux. On s'est rendu compte que les oscillations qu'il avait détectées s'expliquaient par la théorie Ridley-Watkins-Hilsum (en), nommée d'après les physiciens britanniques Brian Ridley (en), Tom Watkins et Cyril Hilsum qui, dans des articles scientifiques de 1961, ont montré que les semi-conducteurs en vrac pouvaient présenter une résistance négative, ce qui signifie que l'augmentation de la tension appliquée entraîne une diminution du courant.
L'effet Gunn et sa relation avec l'effet Watkins-Ridley-Hilsum sont apparus dans la littérature électronique au début des années 1970, par exemple dans des ouvrages sur les dispositifs à électrons transférés et, plus récemment, sur les méthodes d'ondes non linéaires pour le transport de charges.

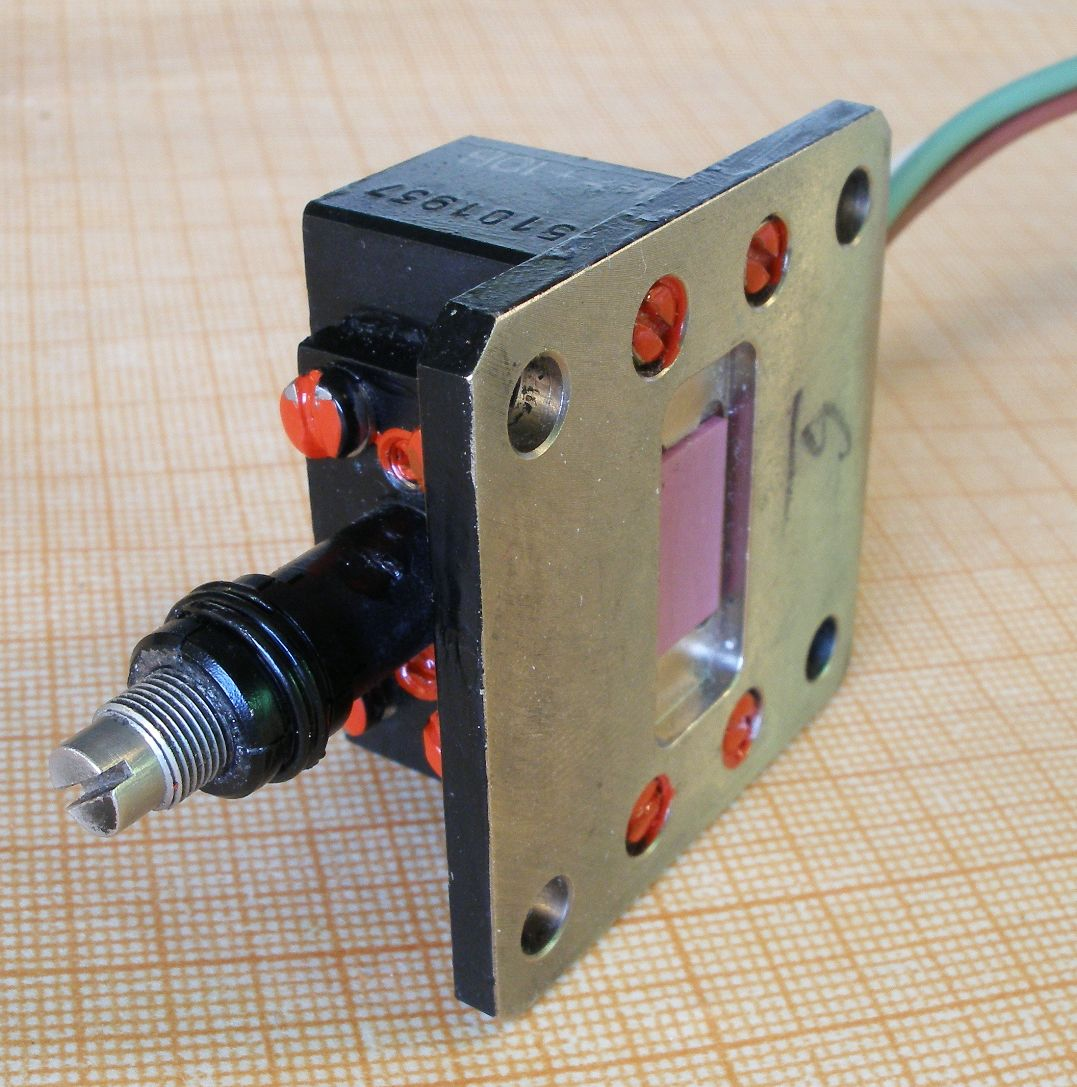
Oscillateur russe à diode Gunn. La diode est montée à l'intérieur de la cavité (boîte métallique), qui fonctionne comme un résonateur pour déterminer la fréquence. La résistance négative de la diode excite des oscillations micro-ondes dans la cavité qui rayonnent à travers le trou rectangulaire dans un guide d'ondes (non illustré). La fréquence peut être ajustée en changeant la taille de la cavité à l'aide de la vis à tête fendue.

## Fonctionnement
La structure de bande électronique de certains matériaux semi-conducteurs, y compris l'arséniure de gallium (GaAs), possède une autre bande ou sous-bande d'énergie en plus de la valence et de la bande de conduction qui sont généralement utilisées dans les composants semi-conducteurs. Cette troisième bande a une énergie plus élevée que la bande de conduction normale et est vide jusqu'à ce qu'une énergie soit fournie pour promouvoir les électrons vers elle. L'énergie provient de l'énergie cinétique des électrons balistiques (en), c'est-à-dire des électrons qui se trouvent dans la bande de conduction mais qui se déplacent avec une énergie cinétique suffisante pour pouvoir atteindre la troisième bande.
Ces électrons partent d'un niveau inférieur au niveau de Fermi et bénéficient d'un parcours libre moyen suffisamment long pour acquérir l'énergie nécessaire en appliquant un champ électrique puissant, ou ils sont injectés par une cathode avec l'énergie adéquate. Lorsqu'une tension directe est appliquée, le niveau de Fermi dans la cathode passe dans la troisième bande, et les réflexions des électrons balistiques commençant autour du niveau de Fermi sont minimisées en faisant correspondre la densité d'états et en utilisant les couches d'interface supplémentaires pour permettre aux ondes réfléchies d'interférer de manière destructive.
Dans le GaAs, la masse effective des électrons de la troisième bande est plus élevée que celle de la bande de conduction habituelle, de sorte que la mobilité (en) ou la vitesse de dérive des électrons dans cette bande est plus faible. Lorsque la tension directe augmente, de plus en plus d'électrons peuvent atteindre la troisième bande, ce qui les ralentit, et le courant à travers le dispositif diminue. Cela crée une région de résistance différentielle négative dans la relation tension/courant.
Lorsqu'un potentiel suffisamment élevé est appliqué à la diode, la densité des porteurs de charge le long de la cathode devient instable et développe de petits segments de faible conductivité, le reste de la cathode ayant une conductivité élevée. La plus grande partie de la chute de tension de la cathode se produit à travers le segment, de sorte qu'il présente un champ électrique élevé. Sous l'influence de ce champ électrique, il se déplacera le long de la cathode jusqu'à l'anode. Il est impossible d'équilibrer la population dans les deux bandes, de sorte que les fines tranches de champ élevé se trouveront toujours dans un arrière-plan de champ faible. Ainsi, dans la pratique, avec une légère augmentation de la tension directe, un segment de faible conductivité est créé à la cathode, la résistance augmente, le segment se déplace le long de la barre jusqu'à l'anode, et lorsqu'il atteint l'anode, il est absorbé, et un nouveau segment est créé à la cathode pour maintenir la tension totale constante. Toute tranche existante est éteinte si la tension est abaissée et que la résistance diminue à nouveau.
Les méthodes de laboratoire utilisées pour sélectionner les matériaux destinés à la fabrication des diodes Gunn comprennent la spectroscopie photoélectronique résolue en angle.

## Applications

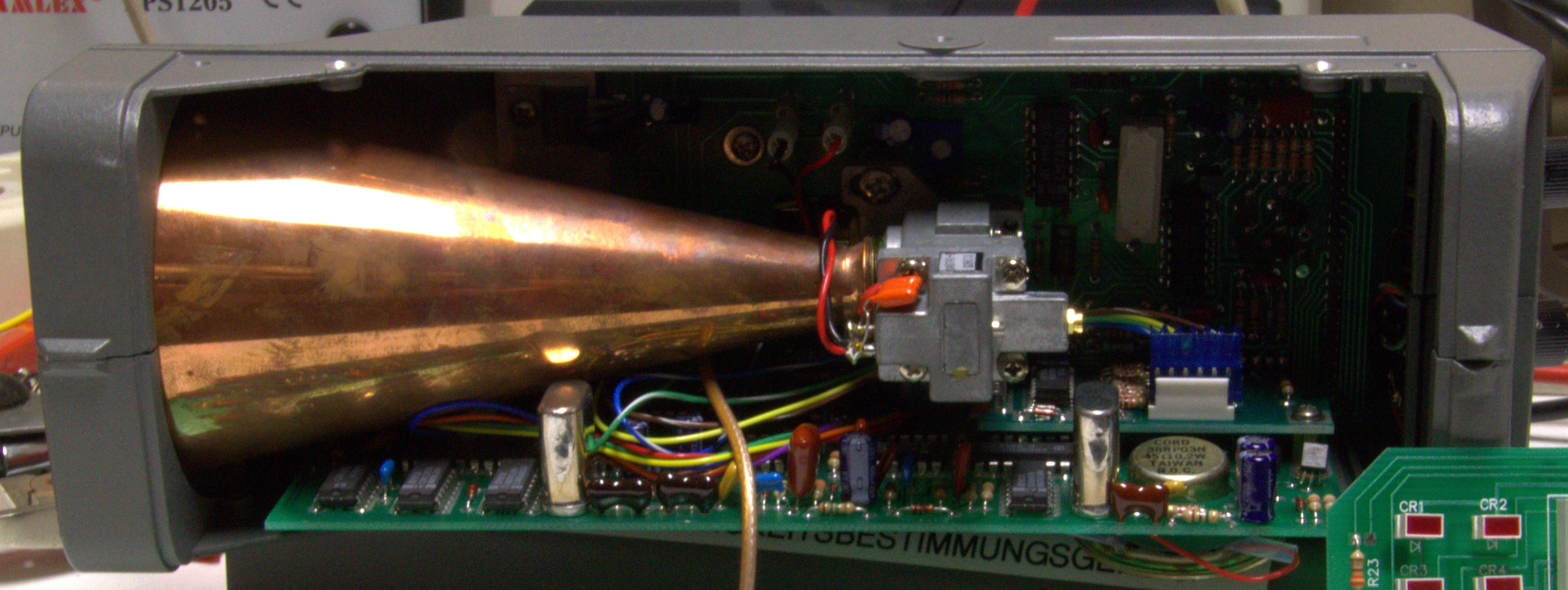
Démontage du radar de contrôle routier type pistolet. L'assemblage gris attaché à l'extrémité de l'antenne cornet conique cuivrée est l'oscillateur à diode Gunn qui génère les micro-ondes.

En raison de leur capacité à fonctionner à haute fréquence, les diodes Gunn sont principalement utilisées à des fréquences micro-ondes et supérieures. Les diodes de Gunn sont relativement bon marché et sont utilisées dans de nombreux oscillateurs, lorsque des puissances de quelques milliwatts suffisent :
- Emetteurs pour la transmission de données par micro-ondes ;
- Petits radars (radar à onde continue) pour le contrôle d'accès, généralement comme ouvre-porte ;
- Pour les radars d'avertissement de distance sur les véhicules en phase de développement précoce ; plus tard et état de la technique pour le véhicule autonome sous forme de MMIC[6] ;
- Emetteur radioamateur ;
- Oscillateur superposé d'une tête universelle LNB pour la réception des signaux satellites.

Elles peuvent aussi produire une puissance de sortie parmi les plus élevées de tous les dispositifs semi-conducteurs à ces fréquences. Leur utilisation la plus courante est dans les oscillateurs, mais elles sont également utilisées dans les amplificateurs à micro-ondes pour amplifier les signaux. La diode étant un dispositif à un port (deux bornes), un circuit d'amplification doit séparer le signal amplifié sortant du signal d'entrée entrant afin d'éviter tout couplage. Un circuit courant est un « amplificateur à réflexion » qui sépare les signaux à l'aide d'un circulateur (aussi en anglais : Injected Locked Oscillator ou ILO). Un té de polarisation (en) est nécessaire pour isoler le courant de polarisation des oscillations à haute fréquence.

### Capteurs et instruments de mesure
Les oscillateurs à diode Gunn génèrent des micro-ondes pour : radar anticollision embarqué (en), freins antiblocage, capteurs pour surveiller le flux de la circulation, détecteurs de radar de voiture, systèmes de sécurité pour les piétons, enregistreurs de "distance parcourue", détecteurs de mouvement, capteurs de "vitesse lente" (pour détecter les mouvements des piétons et de la circulation jusqu'à 85 km/h (50 mph)), contrôleurs de feux de circulation, ouvre-portes automatiques, barrières de circulation automatiques, équipements de contrôle des processus pour surveiller le débit, alarmes anti-effraction et équipements pour détecter les intrus, capteurs pour éviter le déraillement des trains, détecteurs de vibrations à distance, tachymètres à vitesse de rotation, contrôleurs de la teneur en humidité.

### Utilisation par les radioamateurs
En vertu de leur fonctionnement à basse tension, les diodes Gunn peuvent servir de générateurs de fréquences micro-ondes pour des émetteurs-récepteurs micro-ondes de très faible puissance (quelques milliwatts) appelés Gunnplexers. Les radioamateurs britanniques les ont utilisés pour la première fois à la fin des années 1970, et de nombreux modèles de Gunnplexer ont été publiés dans des revues. Ils sont généralement constitués d'un guide d'ondes d'environ 3 pouces dans lequel la diode est montée. Une alimentation en courant continu à basse tension (moins de 12 volts) qui peut être modulée de manière appropriée est utilisée pour piloter la diode. Le guide d'onde est bloqué à une extrémité pour former une cavité résonnante, et l'autre extrémité alimente généralement une antenne cornet. Une diode supplémentaire de "mélangeur de fréquences" est insérée dans le guide d'ondes, et elle est souvent connectée à un récepteur diffusion FM modifié pour permettre l'écoute d'autres stations d'amateurs. Les Gunnplexers sont le plus souvent utilisés dans les bandes à 10 GHz et 24 GHz, et parfois les alarmes de sécurité 22 GHz sont modifiées car la ou les diodes peuvent être placées dans une cavité légèrement désaccordée avec des couches de feuilles de cuivre ou d'aluminium sur les bords opposés pour être déplacées vers la bande amateur autorisée.
Si elle est intacte, la diode mélangeuse est réutilisée dans son guide d'ondes existant, et ces pièces sont bien connues pour être extrêmement sensibles aux décharges électrostatiques.
Sur la plupart des appareils commerciaux, cette partie est protégée par une résistance parallèle et d'autres composants, et une variante est utilisée dans certaines horloges atomiques au rubidium (Rb).
La diode du mélangeur est utile pour les applications à basse fréquence même si la diode Gunn est affaiblie par l'utilisation, et certains radioamateurs les ont utilisées en conjonction avec un oscillateur externe ou une diode Gunn de longueur d'onde n/2 pour la recherche de satellites et d'autres applications.

#### Radioastronomie
Les oscillateurs Gunn sont utilisés comme oscillateurs locaux pour les récepteurs de radioastronomie à ondes millimétriques et submillimétriques. La diode Gunn est montée dans une cavité accordée pour résonner à deux fois la fréquence fondamentale de la diode. La longueur de la cavité est modifiée par un réglage micrométrique. Des oscillateurs Gunn capables de générer plus de 50 mW sur une plage d'accord de 50 % (une bande de guide d'ondes) sont disponibles.
La fréquence de l'oscillateur Gunn est multipliée par un multiplicateur de fréquence à diode pour les applications à ondes submillimétriques.